# Râul Mărtoiu
Râul Mărtoiu este un curs de apă, afluent al râului Brusturetul.  

## Hărți
- Harta Județului Brașov
- Harta Munților Piatra Craiului  Arhivat în 27 mai 2008, la Wayback Machine.